# Torrendia inculta
Torrendia inculta är en svampart som beskrevs av Bougher 1999. Torrendia inculta ingår i släktet Torrendia och familjen Amanitaceae.   Inga underarter finns listade i Catalogue of Life.